# Награда ESPY лучшей спортсменке с ограниченными возможностями
Награда ESPY лучшей спортсменке с ограниченными возможностями (англ. Best Female Athlete with a Disability ESPY Award) — ежегодная награда, вручаемая лучшей спортсменке-инвалиду. Награда вручается с 2005 года спортсменкам, в независимости от национальности и спортивной дисциплины. С 2002 по 2004 год вручалась награда ESPY лучшему спортсмену с ограниченными возможностями и её обладателями могли стать как мужчины, так и женщины, а с 2005 года произошло разделение и её стали вручать отдельно мужчинам и женщинам.
Голосование проходит в интернете и любой желающий может отдать свой голос за финалистов, отобранных номинационным комитетом ESPN. Комитет в июне выбирает финалистов, которые за прошедшие 12 месяцев показали наиболее значимые спортивные достижения.

## Список победителей
| Год  | Спортсмен                                 | Страна                                    | Спортивная дисциплина                     |
| ---- | ----------------------------------------- | ----------------------------------------- | ----------------------------------------- |
| 2005 | Эрин Попович                              | США                                       | плавание                                  |
| 2006 | Сара Райнертсен                           | США                                       | лёгкая атлетика, триатлон                 |
| 2007 | Джессика Лонг                             | США                                       | плавание                                  |
| 2008 | Шей Оберг                                 | США                                       | софтбол                                   |
| 2009 | Эрин Попович                              | США                                       | плавание                                  |
| 2010 | Эми Пальмейро-Уинтерс                     | США                                       | лёгкая атлетика                           |
| 2011 | Мэллори Веггеманн                         | США                                       | плавание                                  |
| 2012 | Джессика Лонг                             | США                                       | плавание                                  |
| 2013 | Джессика Лонг                             | США                                       | плавание                                  |
| 2014 | Джейми Уитмор                             | США                                       | плавание                                  |
| 2015 | Ребека Мейерс                             | США                                       | плавание                                  |
| 2016 | Татьяна Макфадден                         | США                                       | лёгкая атлетика                           |
| 2017 | Ребека Мейерс                             | США                                       | плавание                                  |
| 2018 | Бренна Хакаби                             | США                                       | сноубординг                               |
| 2019 | Аллиса Сили                               | США                                       | триатлон                                  |
| 2020 | Не вручалась в связи с эпидемией COVID-19 | Не вручалась в связи с эпидемией COVID-19 | Не вручалась в связи с эпидемией COVID-19 |
| 2021 | Ребекка Мюррей                            | США                                       | баскетбол на колясках                     |
| 2022 | Джессика Лонг                             | США                                       | плавание                                  |